# Zonenmodell

Das Ringemodell bildlich veranschaulicht

Das Zonenmodell (oder auch Ringemodell) der Stadtentwicklung wurde 1925/29 von Ernest W. Burgess entwickelt und ist das erste der drei klassischen Stadtstrukturmodelle in der modernen Stadtforschung. Entwickelt wurde das Modell am Beispiel der Stadt Chicago, die um die Wende vom 19. zum 20. Jahrhundert von großen Einwanderungswellen betroffen war und dadurch ein enormes Wachstum aufwies.
Burgess ging von zwei grundlegenden Annahmen aus:
- Die Veränderung der Städte unter dem Einfluss der Standortkonkurrenz.
- Die Veränderung eines Teilgebiets bedingt Folgen für die anderen Teilgebiete.

Burgess nahm an, dass sich die Stadt mit ständigem Wachstum kreisförmig um das Stadtzentrum („Loop“) zur Peripherie hin ausdehnt und verschiedene Zonen unterschiedlicher Nutzung bildet. Die Zuwanderer siedelten sich zunächst in unmittelbarer Nähe zum „Loop“ in vom Verfall bedrohten Wohngebieten an. Diese Übergangszone („Zone in Transition“) war gekennzeichnet durch Ghettoisierung und einen starken Anteil von Unternehmen der Leichtindustrie. Zur Peripherie hin stieg der Sozialstatus der Bewohner in den Zonen. Auf die Übergangszone folgten nach Burgess eine Arbeiterwohnzone („Zone of Workingmen's Homes“), eine Mittelschicht-Wohnzone („Residential Zone“) und schließlich eine Pendlerzone („Commuting Zone“) mit vorwiegend statushoher Bevölkerung.

## Kritik
Ein grundlegendes Problem in Burgess' Modell ist, dass er nur ein Zentrum (den „Loop“) berücksichtigt und sein Modell somit nicht auf Subzentren und ihre Wirkung auf die Stadt eingeht. Auch verkehrsbedingte Unterschiede in den verschiedenen Stadtteilen und ihre Auswirkungen auf die Anordnung der Zonen werden nur ungenügend berücksichtigt. Zudem wird bemängelt, dass derart homogene und symmetrische Zonen in der Realität kaum auftreten. Schon deshalb nicht, weil für das Wachstum einer Stadt nach außen nicht die Luftliniendistanz zum Zentrum entscheidend sei, sondern der Zeit-Kosten-Aufwand, also die Erreichbarkeit. Die ist entlang von Ausfallstraßen oder Eisenbahnlinien am besten gewährleistet. Daher ist – zunächst in den USA – die Vorstellung entwickelt worden, dass sich Stadtteile unterschiedlicher Nutzungs- und Sozialstruktur eher keilförmig in Sektoren an die zentrale City anlagern. Diese und andere Probleme versuchten Homer Hoyt in seinem Sektorenmodell und Harris und Ullman in ihrem Mehrkernemodell zu lösen.